# Ciudad de ciegos
Ciudad de ciegos és una pel·lícula mexicana dirigida per Alberto Cortés i dividida en diversos segments diferents. Les històries també estan escrites per guionistes diferents.

## Sinopsi
Deu històries es barregen a la Ciutat de Mèxic amb el tema comú de la ruptura. Tot al llarg de 30 anys i dins d'un departament en la Colònia Condesa.

## Repartiment
Actuen entre altres actors: Silvia Mariscal, Blanca Guerra, Elpidia Carrillo, Andrea Ferrari, Arcelia Ramírez, Verónica Merchant, Rita Guerrero, Saúl Hernández, Fernando Balzaretti, Juan Ibarra, Luis Felipe Tovar, Enrique Rocha i Carmen Salinas.

## Premis
- Guanyadora en la XXXIV edició dels Premis Ariel al premi millor tema musical (Ciudad de ciegos de José Elorza, interpretada per Santa Sabina amb Saúl Hernández i Sax), i nominada per dos més (Fernando Ramírez per millor escenografia i millor ambientació Homer Espinoza).